# 芜湖文庙
芜湖文庙又名夫子庙、芜湖县学宫，位于中国安徽省芜湖市镜湖区古城东南角的儒林街、环城东路西侧，原市十二中学校内。
芜湖县学宫始建于北宋元符三年（1100年）。崇宁二年（1103）奉诏扩建。南宋建炎初年毁于火灾；绍兴十三年（1143年）重建。明洪武二十九年（1396）重修，兴建明伦堂并两斋房；之后明清两朝，相继建有射圃、尊经阁等，学宫前辟有半圆形的泮池，泮池南建有大成桥（建于明弘治六年，即1493年），桥南有大成坊，横匾题写“万世文明”，再南有“中江锁钥”坊（原“襟带三吴”坊），以及青弋江对岸的“南国津梁”坊，构成一处壮观的建筑群。清咸丰三年（1853年），学宫毁于太平天国，建筑荡然无存。战事结束后，于同治十年（1871）重建大成殿、崇圣祠、大成坊。光绪十六年（1890），又进行大规模修缮。1905年清廷废除科举停办县学，改办学堂，后为市第十二中学。1914年大成殿大修。之后其他建筑渐废拆除。 
学宫内学宫殿左壁的芜湖县学记碑，立于北宋崇宁二年（1103年)，当时芜湖学宫奉诏扩建，县令林修专请礼部尚书黄裳撰写《芜湖县新学记》，又请知无为军米芾书写立碑。碑高2.62米，宽1.24米，厚0.24米。此碑篆书碑额，行书碑文，为米芾晚年书法珍品。  
谦卦碑立于明嘉靖四年(1525年)，芜湖关监督张大用，命人将唐代书法家李阳冰抄录的一段《易经》中的谦卦爻辞，篆书字体，拓本刻石，立于学宫内。共四通，高1.95米，宽0.91米，厚0.17米。
四箴注释碑原位于芜湖学宫的明伦堂内。明嘉靖五年和六年（1526、1527），嘉靖皇帝亲笔撰写了六方御碑，均为楷书，包括“敬一箴”，以及对程颐的程子四箴（“视箴”、“听箴”、“言箴”、“动箴”，即在视、听、言、动四个环节的注意事项）以及范浚的“心箴”的注释和理解，用以尊崇儒学，鼓励天下士子严于律己。然后以统一制式颁行天下，立于各地学宫内。碑上刻有“宸翰”字样。。

## 现状
芜湖文庙建筑群已仅存主体建筑大成殿，其余建筑均已消失。学宫内有北宋至清代的古碑刻20余方，立于大成殿东西两侧。由于1954年长江洪水，泮池被淤塞缩小为臭水塘，后来填平成为第12中学的操场。
芜湖学宫的四箴注释碑六方御碑，“敬一箴”和“视箴”二碑已不存，现存四方，即程子“听箴、言箴、动箴”和范浚“心箴”注释，立于大成殿东侧。
1981年9月8日，米芾芜湖县学记碑和明刻李阳冰歉卦碑公布为第一批安徽省文物保护单位。1982年9月，文庙大成殿和四箴注释碑公布为第一批芜湖市文物保护单位。2012年6月21日，又将文庙大成殿并入安徽省文物保护单位米芾芜湖县学记碑和明刻李阳冰歉卦碑。
包括芜湖文庙在内的芜湖古城，正在重建之中。